# Gajdos Pál Miklós
Gajdos Pál Miklós (Kölcse, 1951. december 7.) eszperantista, magyar nyelv- és irodalom szakos tanár, könyvtáros, ortodox keresztény kántor és felolvasó.

## Életútja
Kölcsén született 1951. december 7-én. A nyíregyházi Kölcsey Ferenc Gimnáziumban érettségizett 1970-ben. A nyíregyházi Görögkatolikus Hittudományi Főiskolán teológiát tanult 1970–1975 között. Másfél évig mentőápolóként dolgozott, majd a nyíregyházi Bessenyei György Tanárképző Főiskolát végezte el 1983-ban kapott magyar szakos általános iskolai tanári és könyvtárosi diplomát. 1989-ben eszperantó nyelv- és irodalom szakos előadói diplomát szerzett a budapesti Eötvös Loránd Tudományegyetemen. Könyvtárosként és magyartanárként dolgozott Hajdúsámsonban, Nyíradonyban és Nagycserkeszen általános iskolákban. 2002-től eszperantó szakos vizsgáztatója az ELTE Idegennyelvi Továbbképző Központjának. 

### Családja
1977-ben nősült, felesége Tamás Margit. Három gyermekük született: Márk zenész (1977), Máté agrármérnök-méhanyanevelő (1979), Ágoston orvos (1987).

### Eszperantó vonatkozású tevékenysége
Az eszperantó nyelvet 1976-ban ismerte meg, 1981-ben kezdte el tanítani. Kezdetben általános iskolai szakkörök keretén belül, később 2000-től tanfolyamokon, magánórákon oktatja egyetemi, főiskolai hallgatóknak Debrecenben, Nyíregyházán és több kisebb városban.
A Hajdú-Bihar Megyei Eszperantó Bizottságának vezetőségi tagja volt. A Debrecen és Vidéke Eszperantó Egyesületnek alapításától megszűnéséig (1991–2002) szintén vezetőségi tagjaként tevékenykedett. 2004-től a Debreceni Eszperantó Klub vezetője.
Eszperantó nyelvű ökumenikus istentiszteleteket szervez a Debreceni Református Egyházközség gyülekezeti termében.

#### Műfordítások
- Giesswein Sándor: teologo, lingvisto, apostolo de la paco kaj Esperanto/Gajdos Pál Miklós.-Budapest:ELTE,1989.Diplomlaboraĵo
- Árpád-epokaj Hungaraj sanktuloj. Biografioj en la paĝoj de ortodoksio.org, 2019.
- Hungaraj kantoj en Esperanto: 105 popolkantoj, popkantoj, ekleziaj kantoj en lingvo Esperanto.PDF-ISBN 978-615-6008-06-0 Copyright 2022, Gajdos Pál Miklós fordító. - Lövey Varga Éva kiadása

## Díjak, elismerések
- Pátriárkai díszoklevél – 2011

## Társasági tagság
- Eszperantista Pedagógusok Magyarországi Egyesülete (EPME)
- Magyarországi Eszperantó Szövetség (MESZ) – 1978
- ELTE Idegennyelvi Továbbképző Központ – 2002